# Mack Jones
Pour les articles homonymes, voir Jones.
Mack F. Jones (1938 – 2004), surnommé Mack The Knife, est un ancien joueur américain de baseball ayant évolué dans les Ligues majeures à la position de voltigeur de 1961 à 1971.

## Carrière
Né le 6 novembre 1938 à Atlanta (Géorgie), Mack Jones signe son premier contrat avec les Braves de Milwaukee en 1958. Il dispute son premier match dans les majeures en 1961. Il joue sept saisons pour la franchise, qui déménage de Milwaukee à Atlanta, sa ville natale, après la saison 1965.
Il frappe 31 coups de circuit, son plus haut total en carrière, en 1965 avec Milwaukee, et produit 75 points. Après la saison 1967, il est échangé à Cincinnati et joue une saison pour les Reds.
Au repêchage d'expansion suivant la conclusion de la saison de baseball 1968, Mack Jones est sélectionné par les Expos de Montréal. Il fera donc partie de l'alignement original de la nouvelle franchise de la Ligue nationale et entreprend le match au champ gauche lors de la toute première partie de l'histoire de l'équipe, le 8 avril 1969 à New York. Le 14 avril, il est également de la formation partante au tout premier match des ligues majeures disputé en sol canadien.
Jones établit un sommet personnel de 79 points produits en 1969 et marque durablement les partisans des Expos. Les estrades populaires du champ gauche au Stade Jarry de Montréal furent d'ailleurs baptisées Jonesville en son honneur.
Il prend sa retraite en 1971, après 11 saison dans les majeures. En 1002 parties, il a maintenu une moyenne au bâton de, 252 avec 778 coups sûrs, 485 points marqués, 133 circuits et 415 points produits.
Mack Jones meurt le 8 juin 2004 à l'âge de 65 ans et repose dans un cimetière d'Atlanta.